# Herndon (Pennsylvanie)
Pour les articles homonymes, voir Herndon.
Herndon est un borough situé au sud-ouest du comté de Northumberland, en Pennsylvanie, aux États-Unis,. En 2010, il comptait une population de 324 habitants, estimée au 1er juillet 2020 à 392 habitants. Le borough est incorporé le 29 août 1902.

## Démographie
Lors du recensement de 2010, le borough comptait une population de 324 habitants. Elle est estimée, en 2020, à 392 habitants.

### Source de la traduction
- (en) Cet article est partiellement ou en totalité issu de l’article de Wikipédia en anglais intitulé « Herndon, Pennsylvania » (voir la liste des auteurs).